# Gonolek boubou
Laniarius ferrugineus
Espèce
Statut de conservation UICN

 LC  : Préoccupation mineure
Le Gonolek boubou (Laniarius ferrugineus) est une espèce d’oiseaux de la famille des Malaconotidae.

## Habitat
Il fréquente les fourrés denses dans les forêts, les mangroves, les broussailles et les jardins. Dans les régions plus sèches, on le trouve dans les forêts alluviales.

## Nidification
Le nid, construit principalement par la femelle, est une coupe peu profonde construite dans un buisson dense ou des lianes dans lequel la femelle pond  habituellement deux œufs blanc-verdâtre tachés de brun. Les deux sexes couvent les œufs pendant 16-17 jours et nourrissent les oisillons. L'envol a lieu environ au bout de 16 autres jours. Environ 2 % des nids sont parasités par le Coucou.

## Répartition et sous-espèces
Selon la classification de référence du Congrès ornithologique international (15.1, 2025) il se répartit en six sous-espèces (ordre phylogénique) :
- L. f. transvaalensis Roberts, 1922
- L. f. tongensis Roberts, 1931
- L. f. natalensis Roberts, 1922
- L. f. pondoensis Roberts, 1922
- L. f. savensis da Rosa Pinto, 1963
- L. f. ferrugineus (Gmelin, 1788)